# Serie A 2014-2015 (tchoukball)
La Serie A 2014-2015 è stata la 9ª edizione del campionato italiano di tchoukball di primo livello, organizzato dalla FTBI.

## Squadre partecipanti
| Club                    | Città              | Impianto  | Risultato nella stagione 2013-2014 |
| ----------------------- | ------------------ | --------- | ---------------------------------- |
| Asti Redox              | Asti               |           | 6º posto in regular season         |
| Bergamo Tchoukball      | Bergamo            |           | 7º posto in regular season         |
| Lendinara Celtics       | Lendinara (RO)     |           | 5º posto in regular season         |
| Los Cornetteros Ferrara | Ferrara            |           | Finalisti                          |
| Oldnuts Ferrara         | Ferrara            |           | 1º posto in serie B                |
| Rovello Seran           | Rovello Porro (CO) |           | Vincitori ai playout               |
| Rovello Sgavisc         | Rovello Porro (CO) |           | Campioni d'Italia                  |
| Saronno Castor          | Saronno (VA)       | PalaDozio | Terzi classificati                 |
| Saronno Pollux          | Saronno (VA)       | PalaDozio | Vincitori ai playout               |
| Varese Pirates          | Varese             |           | Quarti classificati                |

## Stagione regolare

### Calendario

#### 1ª giornata
| 26 ottobre 2014 | Rovello Sgavisc | 65 – 42 | Varese Pirates |  |

| 26 ottobre 2014 | Saronno Castor | 61 – 33 | Saronno Pollux |  |

| 26 ottobre 2014 | Rovello Seran | 43 – 60 | Bergamo Tchoukball |  |

| 26 ottobre 2014 | Saronno Castor | 59 – 34 | Asti Redox |  |

| 26 ottobre 2014 | Rovello Seran | 46 – 73 | Varese Pirates |  |

| 26 ottobre 2014 | Saronno Pollux | 45 – 50 | Asti Redox |  |

| 26 ottobre 2014 | Rovello Sgavisc | 61 – 33 | Bergamo Tchoukball |  |

#### 2ª giornata
| 9 novembre 2014 | Los Cornetteros Ferrara | 68 – 40 | Rovello Seran |  |

| 9 novembre 2014 | Oldnuts Ferrara | 40 – 67 | Rovello Sgavisc |  |

| 9 novembre 2014 | Lendinara Celtics | 70 – 47 | Rovello Seran |  |

| 9 novembre 2014 | Los Cornetteros Ferrara | 64 – 59 | Rovello Sgavisc |  |

| 9 novembre 2014 | Oldnuts Ferrara | 66 – 60 | Rovello Seran |  |

| 9 novembre 2014 | Lendinara Celtics | 60 – 68 | Rovello Sgavisc |  |

| 9 novembre 2014 | Bergamo Tchoukball | 46 – 59 | Saronno Castor |  |

| 9 novembre 2014 | Varese Pirates | 67 – 54 | Saronno Pollux |  |

| 9 novembre 2014 | Bergamo Tchoukball | 50 – 66 | Saronno Pollux |  |

| 9 novembre 2014 | Varese Pirates | 60 – 62 | Saronno Castor |  |

#### 3ª giornata
| 20 novembre 2014 | Rovello Sgavisc | 77 – 39 | Rovello Seran |  |

| 23 novembre 2014 | Rovello Seran | 36 – 61 | Asti Redox |  |

| 23 novembre 2014 | Rovello Sgavisc | 61 – 46 | Asti Redox |  |

| 23 novembre 2014 | Varese Pirates | 64 – 52 | Lendinara Celtics |  |

| 23 novembre 2014 | Bergamo Tchoukball | 47 – 65 | Los Cornetteros Ferrara |  |

| 23 novembre 2014 | Varese Pirates | 71 – 50 | Oldnuts Ferrara |  |

| 23 novembre 2014 | Bergamo Tchoukball | 50 – 67 | Lendinara Celtics |  |

| 23 novembre 2014 | Varese Pirates | 41 – 58 | Los Cornetteros Ferrara |  |

| 23 novembre 2014 | Bergamo Tchoukball | 61 – 33 | Oldnuts Ferrara |  |

#### 4ª giornata
| 7 dicembre 2014 | Asti Redox | 56 – 43 | Bergamo Tchoukball |  |

| 7 dicembre 2014 | Bergamo Tchoukball | 47 – 59 | Varese Pirates |  |

| 7 dicembre 2014 | Asti Redox | 53 – 60 | Varese Pirates |  |

| 7 dicembre 2014 | Oldnuts Ferrara | 41 – 71 | Saronno Castor |  |

| 7 dicembre 2014 | Lendinara Celtics | 62 – 48 | Saronno Pollux |  |

| 7 dicembre 2014 | Los Cornetteros Ferrara | 59 – 60 | Saronno Castor |  |

| 7 dicembre 2014 | Oldnuts Ferrara | 67 – 66 | Saronno Pollux |  |

| 7 dicembre 2014 | Lendinara Celtics | 47 – 77 | Saronno Castor |  |

| 7 dicembre 2014 | Los cornetteros Ferrara | 61 – 44 | Saronno Pollux |  |

#### 5ª giornata
| 10 gennaio 2015 | Lendinara Celtics | 54 – 54 | Asti Redox |  |

| 11 gennaio 2015 | Los Cornetteros Ferrara | 56 – 47 | Asti Redox |  |

| 11 gennaio 2015 | Los Cornetteros Ferrara | 68 – 36 | Oldnuts Ferrara |  |

| 11 gennaio 2015 | Oldnuts Ferrara | 53 – 61 | Asti Redox |  |

| 25 gennaio 2015 | Los Cornetteros Ferrara | 51 – 58 | Lendinara Celtics |  |

| 25 gennaio 2015 | Oldnuts Ferrara | 53 – 57 | Lendinara Celtics |  |

| 11 gennaio 2015 | Saronno Pollux | 41 – 61 | Rovello Sgavisc |  |

| 11 gennaio 2015 | Saronno Castor | 64 – 42 | Rovello Seran |  |

| 11 gennaio 2015 | Saronno Pollux | 61 – 55 | Rovello Seran |  |

| 11 gennaio 2015 | Saronno Castor | 62 – 59 | Rovello Sgavisc |  |

#### 6ª giornata
| 25 gennaio 2015 | Asti Redox | 58 – 61 | Saronno Pollux |  |

| 25 gennaio 2015 | Saronno Pollux | 57 – 59 | Saronno Castor |  |

| 25 gennaio 2015 | Asti Redox | 54 – 60 | Saronno Castor |  |

| 25 gennaio 2015 | Varese Pirates | 67 – 46 | Rovello Seran |  |

| 25 gennaio 2015 | Bergamo Tchoukball | 55 – 69 | Rovello Sgavisc |  |

| 25 gennaio 2015 | Bergamo Tchoukball | 67 – 51 | Rovello Seran |  |

| 25 gennaio 2015 | Varese Pirates | 54 – 71 | Rovello Sgavisc |  |

#### 7ª giornata
| 8 febbraio 2015 | Rovello Sgavisc | 79 – 48 | Lendinara Celtics |  |

| 8 febbraio 2015 | Rovello Seran | 34 – 78 | Los Cornetteros Ferrara |  |

| 8 febbraio 2015 | Rovello Sgavisc | 57 – 46 | Oldnuts Ferrara |  |

| 8 febbraio 2015 | Rovello Seran | 39 – 75 | Lendinara Celtics |  |

| 8 febbraio 2015 | Rovello Sgavisc | 65 – 53 | Los Cornetteros Ferrara |  |

| 8 febbraio 2015 | Rovello Seran | 45 – 66 | Oldnuts Ferrara |  |

| 8 febbraio 2015 | Saronno Castor | 56 – 43 | Bergamo Tchoukball |  |

| 8 febbraio 2015 | Saronno Pollux | 52 – 60 | Varese Pirates |  |

| 8 febbraio 2015 | Saronno Castor | 66 – 40 | Varese Pirates |  |

| 8 febbraio 2015 | Saronno Pollux | 54 – 49 | Bergamo Tchoukball |  |

#### 8ª giornata
| 1º marzo 2015 | Lendinara Celtics | 53 – 51 | Varese Pirates |  |

| 1º marzo 2015 | Los Cornetteros Ferrara | 65 – 44 | Bergamo Tchoukball |  |

| 1º marzo 2015 | Oldnuts Ferrara | 44 – 56 | Varese Pirates |  |

| 1º marzo 2015 | Lendinara Celtics | 64 – 43 | Bergamo Tchoukball |  |

| 1º marzo 2015 | Los Cornetteros Ferrara | 59 – 37 | Varese Pirates |  |

| 1º marzo 2015 | Oldnuts Ferrara | 60 – 55 | Bergamo Tchoukball |  |

| 1º marzo 2015 | Asti Redox | 58 – 53 | Rovello Sgavisc |  |

| 1º marzo 2015 | Rovello Seran | 34 – 56 | Rovello Sgavisc |  |

| 1º marzo 2015 | Asti Redox | 61 – 67 | Rovello Sgavisc |  |

#### 9ª giornata
| 15 marzo 2015 | Saronno Pollux | 64 – 60 | Oldnuts Ferrara |  |

| 15 marzo 2015 | Saronno Castor | 64 – 57 | Lendinara Celtics |  |

| 15 marzo 2015 | Saronno Pollux | 41 – 65 | Los Cornetteros Ferrara |  |

| 15 marzo 2015 | Saronno Castor | 61 – 50 | Oldnuts Ferrara |  |

| 15 marzo 2015 | Saronno Pollux | 58 – 57 | Lendinara Celtics |  |

| 15 marzo 2015 | Saronno Castor | 54 – 64 | Los Cornetteros Ferrara |  |

| 15 marzo 2015 | Bergamo Tchoukball | 51 – 63 | Varese Pirates |  |

| 15 marzo 2015 | Bergamo Tchoukball | 57 – 60 | Asti Redox |  |

| 15 marzo 2015 | Varese Pirates | 62 – 47 | Asti Redox |  |

#### 10ª giornata
| 12 aprile 2015 | Rovello Seran | 29 – 79 | Saronno Castor |  |

| 12 aprile 2015 | Rovello Sgavisc | 67 – 46 | Saronno Pollux |  |

| 12 aprile 2015 | Rovello Sgavisc | 53 – 56 | Saronno Castor |  |

| 12 aprile 2015 | Rovello Seran | 38 – 64 | Saronno Pollux |  |

| 12 aprile 2015 | Asti Redox | 54 – 53 | Oldnuts Ferrara |  |

| 12 aprile 2015 | Oldnuts Ferrara | 37 – 70 | Los Cornetteros Ferrara |  |

| 12 aprile 2015 | Asti Redox | 50 – 56 | Los Cornetteros Ferrara |  |

| 10 aprile 2015 | Lendinara Celtics | 68 – 48 | Oldnuts Ferrara |  |

| 17 aprile 2015 | Lendinara Celtics | 50 – 52 | Los Cornetteros Ferrara |  |

| 25 aprile 2015 | Asti Redox | 56 – 58 | Lendinara Celtics |  |

### Classifica
La classifica della regular season è la seguente:
- Pt. = punti, G = partite giocate, V = partite vinte, N = partite pareggiate, P = partite perse, PF = punti fatti, PS = punti subiti
- La qualificazione ai playoff è indicata in verde
- Le partecipanti ai Playout per la permanenza in Serie A sono indicate in giallo
- La squadra retrocessa è indicata in rosso

|  | Pos. | Squadra                 | Pt. | G  | V  | N | P  | PF | PS |
|  | ---- | ----------------------- | --- | -- | -- | - | -- | -- | -- |
|  | 1    | Saronno Castor          | 34  | 18 | 17 | 0 | 1  |    |    |
|  | 2    | Rovello Sgavisc         | 30  | 18 | 15 | 0 | 3  |    |    |
|  | 3    | Los Cornetteros Ferrara | 30  | 18 | 15 | 0 | 3  |    |    |
|  | 4    | Varese Pirates          | 22  | 18 | 11 | 0 | 7  |    |    |
|  | 5    | Lendinara Celtics       | 21  | 18 | 10 | 1 | 7  |    |    |
|  | 6    | Asti Redox              | 15  | 18 | 7  | 1 | 10 |    |    |
|  | 7    | Saronno Pollux          | 14  | 18 | 7  | 0 | 11 |    |    |
|  | 8    | Oldnuts Ferrara         | 8   | 18 | 4  | 0 | 14 |    |    |
|  | 9    | Bergamo Tchoukball      | 6   | 18 | 3  | 0 | 15 |    |    |
|  | 10   | Rovello Seran           | 0   | 18 | 0  | 0 | 18 |    |    |

## Playoff e playout
|  | Semifinali              | Semifinali              | Semifinali     |                |                         | Finale                  | Finale             | Finale             |  |
|  |                         |                         |                |                |                         |                         |                    |                    |  |
|  | Rovello Sgavisc         | Rovello Sgavisc         | 59             |                |                         |                         |                    |                    |  |
|  | Rovello Sgavisc         | Rovello Sgavisc         | 59             |                |                         |                         |                    |                    |  |
|  | Los Cornetteros Ferrara | Los Cornetteros Ferrara | 60             |                |                         |                         |                    |                    |  |
|  | Los Cornetteros Ferrara | Los Cornetteros Ferrara | 60             |                | Los Cornetteros Ferrara | Los Cornetteros Ferrara | 56                 |                    |  |
|  |                         |                         |                |                | Los Cornetteros Ferrara | Los Cornetteros Ferrara | 56                 |                    |  |
|  |                         |                         | Saronno Castor | Saronno Castor | 62                      |                         |                    |                    |  |
|  | Saronno Castor          | Saronno Castor          | Saronno Castor | Saronno Castor | 62                      | 71                      |                    |                    |  |
|  | Saronno Castor          | Saronno Castor          |                |                |                         | 71                      |                    |                    |  |
|  | Varese Pirates          | Varese Pirates          | 56             |                |                         | Finale 3º-4º posto      | Finale 3º-4º posto | Finale 3º-4º posto |  |
|  | Varese Pirates          | Varese Pirates          | 56             |                |                         |                         |                    |                    |  |
|  |                         |                         |                |                |                         |                         |                    |                    |  |
|  |                         |                         |                |                |                         | Rovello Sgavisc         | Rovello Sgavisc    | 63                 |  |
|  |                         |                         |                |                |                         | Rovello Sgavisc         | Rovello Sgavisc    | 63                 |  |
|  |                         |                         |                |                |                         | Varese Pirates          | Varese Pirates     | 51                 |  |

### Semifinali
| Lendinara 24 maggio 2015 | Rovello Sgavisc | 59 – 60 | Los Cornetteros Ferrara |  |

| Lendinara 24 maggio 2015 | Saronno Castor | 71 – 56 | Varese Pirates |  |

### Playout
| Lendinara 24 maggio 2015 | Oldnuts Ferrara | 69 – 55 | Castellanza Shogun |  |

| Lendinara 24 maggio 2015 | Bergamo Tchoukball | 69 – 55 | White Wallers Empoli |  |

### Finale 3º - 4º posto
| Lendinara 24 maggio 2015 | Rovello Sgavisc | 63 – 51 | Varese Pirates |  |

### Finale
| Lendinara 24 maggio 2015 | Saronno Castor | 62 – 56 | Los Cornetteros Ferrara |  |

## Verdetti
- Saronno Castor Campioni d'Italia 2014-2015
- Saronno Castor e Rovello Sgavisc qualificati alla European Winners Cup 2016
- Varese Pirates non iscritti in Serie A 2015-2016
- Rovello Seran retrocessi in Serie B 2015-2016